# Чеховська (станція метро)
«Чеховська» (рос. Чеховская) — станція Серпуховсько-Тимірязівської лінії Московського метрополітену. Відкрита при продовженні лінії на північ 31 грудня 1987. Названа по вулиці Чехова (нині вулиця Мала Дмитрівка).

## Вестибюлі й пересадки
У середині залу знаходиться сходи, що ведуть у перехід на станцію «Пушкінська» Тагансько-Краснопресненської лінії. Із західного торця центрального залу є ескалаторний нахил для переходу на станцію «Тверська» Замоскворіцької лінії.
Вихід у місто зі східного торця центрального залу за трьома послідовними ескалаторами. З першого проміжного майданчика є другий перехід на станцію «Пушкінська».
Вихід у місто здійснюється через підземний перехід і наземний вестибюль, розташований в будівлі на Пушкінській площі. У середині залу знаходяться сходи, що ведуть в перехід на станцію «Пушкінська» Тагансько-Краснопресненської лінії. Наприкінці залу знаходиться ескалаторний нахил, ведучий на станцію «Тверська» Замоскворіцької лінії. Також в переході знаходиться пам'ятник Максиму Горькому. 

### Пересадки
- Метростанцію  «Тверська»
- Метростанцію  «Пушкінська»
- Автобуси: м1, м5, м40, е30, с344, с511, н1, н12

## Технічні характеристики
Станція —пілонна трисклепінна. (глибина закладення — 62 м.)

## Оздоблення
Пілони облицьовані білим мармуром, колійні стіни прикрашені мозаїчними панно за мотивами творів А. П. Чехова (автори М. А. Шорчев, Л. К. Шорчева). У центрі центрального залу підвішені оригінальні світильники, прикрашені металевими букетами і драпіруванням.

## Колійний розвиток

Схема колійного розвитку станції «Чеховська»

Станція з колійним розвитком — 3 стрілочних переводи і 1 станційна колія для обороту та відстою рухомого складу.
За станцією розташовано тупик, що використовували для обороту потягів до продовження лінії на північ. Зараз використовують для нічного відстою потягів.